# Adelsprivilegier i Sverige
Adelsprivilegier var privilegiebrev med gemensamma lagstiftade förmåner, friheter och rättigheter för adeln. 
De enskilda släkternas adelskap reglerades däremot av adelsbrev.

## Bakgrund
Alsnö stadga från 1280 är det äldsta regleringen av adelns privilegier, men har mer karaktären av kompensation. De som ägde jord och utförde tyngre krigstjänst kallades adel; om de fullgjorde krigstjänst till häst slapp de betala skatt för sina gårdar. 
I 1569 års adelsprivilegier, som är de äldsta man känner till i Sverige som saknar motprestation av adeln, fastslogs att den var adlig som fötts adlig eller erhållit adelsbrev av kungen, samt att adeln ägde företräde till bland annat häradshövdingeämbeten, undantaget vissa härader som kungen fick förläna åt vem han önskade. 
Annat innehåll berör familjerättsliga, borgerliga och ekonomiska förhållanden. Till de ekonomiska rättigheterna hörde adelns skattefrihet; sedan 1280 innehade frälset frälsehemman och frälsegårdar, senare kallade sätesgårdar. 
En av de borgerliga rättigheterna var att adliga inte kunde hållas juridiskt ansvariga för vissa gärningar som var förbjudna för andra ständer. De familjerättsliga förmånerna reglerade förhållandet mellan arvsrätt och börd, och sålunda i viss mån vem som räknades till adeln. Adeln hade traditionellt jaktprivilegium, men kung Gustav III avskaffade detta år 1789. Adeln hade också vattenprivilegium och fick fiska fritt på sina egendomar. 
De senaste privilegierna antogs 1723 och gällde till 2003.

## Adlig sköld och öppen hjälm

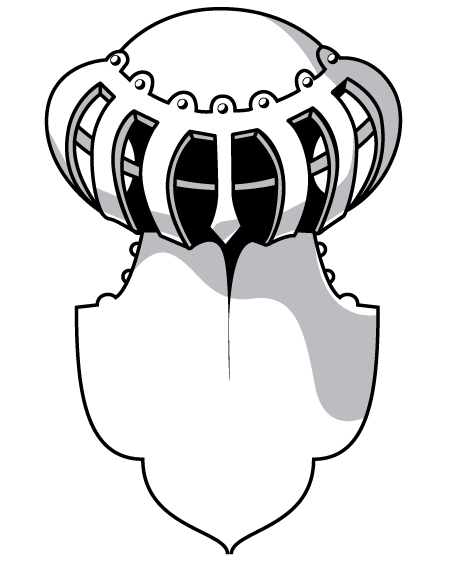
Öppen hjälm.

Det enda adelsprivilegium som formellt finns kvar är rätten att använda öppen hjälm i vapensköld, vilket stadgades i en förordning från 1762 och som aldrig formellt upphävts. Det kan ifrågasättas om förordningen är obsolet. I äldre juridisk litteratur har den dock betraktats som gällande rätt. I förordningen anges följande:
| ” | then Ofrälseman, som hädanefter finnes bruka Adelig Sköld eller öpen Hjelm uti sit Pitzskier skal derföre böta Femhundrade Daler Silfvermynt | „ |
| – Kungl. Maj:ts Förordning, af den 10 augusti 1762, emot Adelig Skölds eller öpen Hjelms brukande af Ofrälse Män | |   |

Endast vid två tillfällen har förordningen tillämpats, år 1767, och domarna blev av olika skäl frikännande. Idag tolkas förordningen ur ett heraldiskt historiskt perspektiv som att endast adlade släkter har rätt att föra släktvapen med öppen riddarhjälm, medan andra icke-adliga släkter får föra släktvapen som inte innehåller öppen hjälm. Den slutna hjälmen förekom dock inte under 1700-talet, så "öppen hjälm" skulle kunna betyda riddarhjälm i vid mening.
Förordningen anses bestå av två delar - en immaterialrättslig, som fastställer adelns rätt till sina vapen, och en straffrättslig. Patentbesvärsrätten ansåg 2006, i ett fall som gällde varumärkesregistrering av ett märke som anspelade på ett släktvapen, att 1762 års förordning inte var tillämplig. De klagande hade gjort gällande att förordningen uttrycker en civilrättslig princip att personliga kännetecken skyddas.